# 山形 - 鶴岡・酒田線
山形 - 鶴岡・酒田線（やまがた - つるおか・さかたせん）は、山形県山形市と鶴岡市・酒田市を結ぶ高速バスである。かつて山交バス便にはgassan号、庄内交通便には112高速バスの愛称があった。

## 運行会社
- 山交バス（山形営業所、山形 - 鶴岡（エスモールバスターミナル）間のみの運行）
- 庄内交通（鶴岡営業所、酒田営業所）

## 運行経路
山交ビル・山形駅前 - 南高前 - 山形県庁前 - （山形蔵王IC） - （山形自動車道） - 寒河江バスストップ - 西川バスストップ - （月山IC） - （月山道路） - 月山口 - （湯殿山IC） - 庄内あさひバスストップ - 庄内観光物産館 - エスモールバスターミナル - イオン酒田南店 - 酒田駅前
- 山形市内は両方向とも山交ビル→山形駅前の順に停車。
- 月山口は鶴岡発着の一部の便のみ停車。
- 山交バス運行便は全便エスモールバスターミナルまでの運行。また、庄内交通運行の一部の便はエスモールバスターミナルを経由しない。
- 全区間で乗降制限がないため、山形市内や庄内地方の停留所間のみの利用も出来る。また、2社共通の普通回数券が発売されている。

※山形自動車道の寒河江市付近と西川町付近で通行止めになった場合、寒河江バスストップの代わりに山交バス寒河江営業所、西川バスストップの代わりに西川町役場バス停にそれぞれ停車する。

## 運行回数
- 山形 - 鶴岡間：1日3往復（山交2往復・庄交1往復）
- 山形 - 酒田間：1日5往復（庄交のみ）

2007年までは元日は運休としていたが、2008年からは通常運行している。

## 歴史
- 2008年（平成20年）8月 - 山交バス便の酒田乗り入れを廃止、山形 - 鶴岡間の運行となる。
- 2010年（平成22年）4月1日 - 山形 - 鶴岡間の庄交便1往復を減便。
- 2012年（平成24年）12月17日 - 山形県庁前の山形行の停車場所が県庁前待合所から国道286号上の停留所に変更[2]。
- 2013年（平成25年）4月1日 - 山形 - 鶴岡間の山交便1往復を減便。
- 2014年（平成26年）4月1日 - 湯殿山口停留所を廃止（冬季休止のため実際は2013年11月4日が最終日）。
- 2019年（令和元年）10月1日 - 消費税増税等に伴う運賃改定[3][4]。
- 2020年（令和2年）
  - 4月6日 - 新型コロナウイルスの影響による移動需要の減少により、この日より同年4月23日出発便まで、庄内交通便（2往復）を運休[5]。
  - 4月22日 - この日より当面の間、庄内交通便全便（計6往復）を運休[6]。
  - 6月1日 - 一部便（2往復）の運行を再開[7]。
  - 6月26日 - 一部便（1往復）の運行を再開。計5往復となる[8]。
  - 7月1日 - 全便の運行を再開[9][10]。
- 2022年（令和4年）
  - 5月14日 - 地域連携IC乗車カード「cherica」導入[11][12]。
  - 8月1日 - 酒田駅前の再開発事業に伴い、庄交バスターミナルを移転し「酒田駅前」と改称[13]。

## 使用車両
両社とも原則としてハイデッカー4列シート車で運行。鶴岡発着便には化粧室のない車両が使用される場合もある（その場合、月山湖PAでトイレ休憩する）。
また、庄内交通便には、コンセントを搭載した車両が運用に入っている。ただし全ての便がコンセント付の車両で運用されるとは限らない。山交バス便にはコンセント搭載車両の運用は現時点では無い。

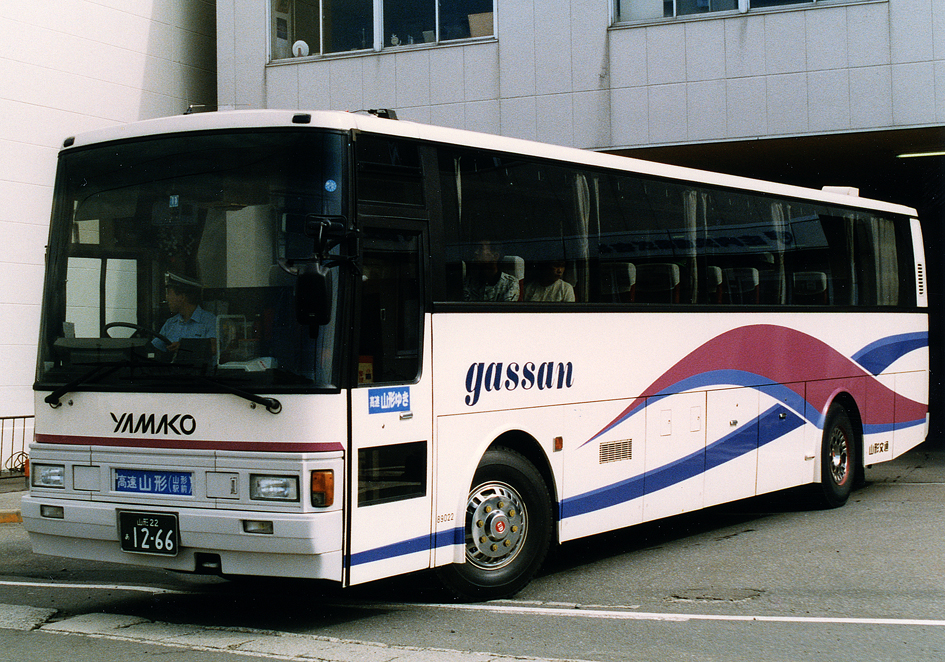
gassan号（山交バス 1991年）
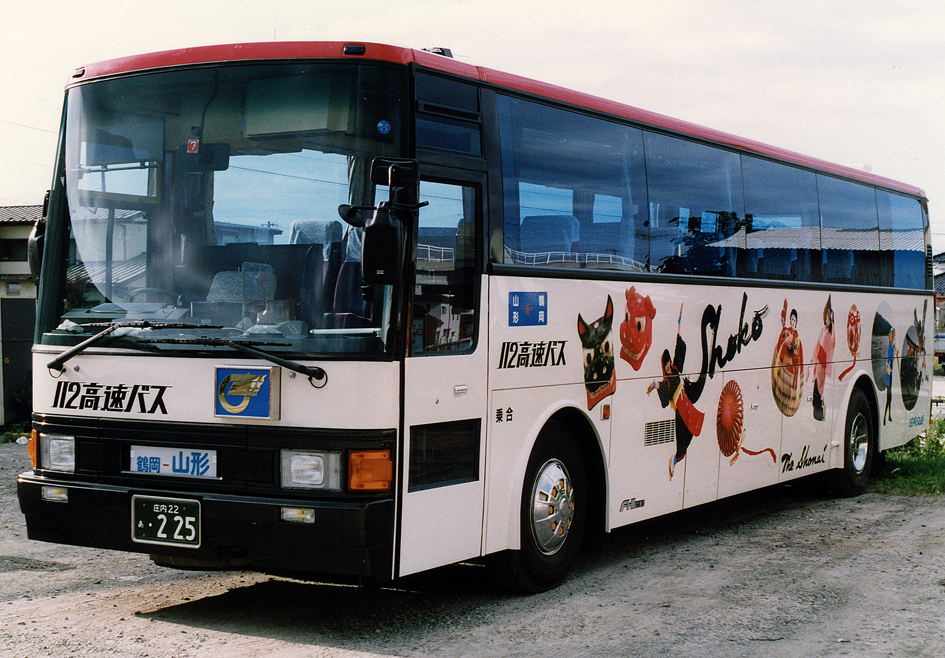
112高速バス（庄内交通 1991年）
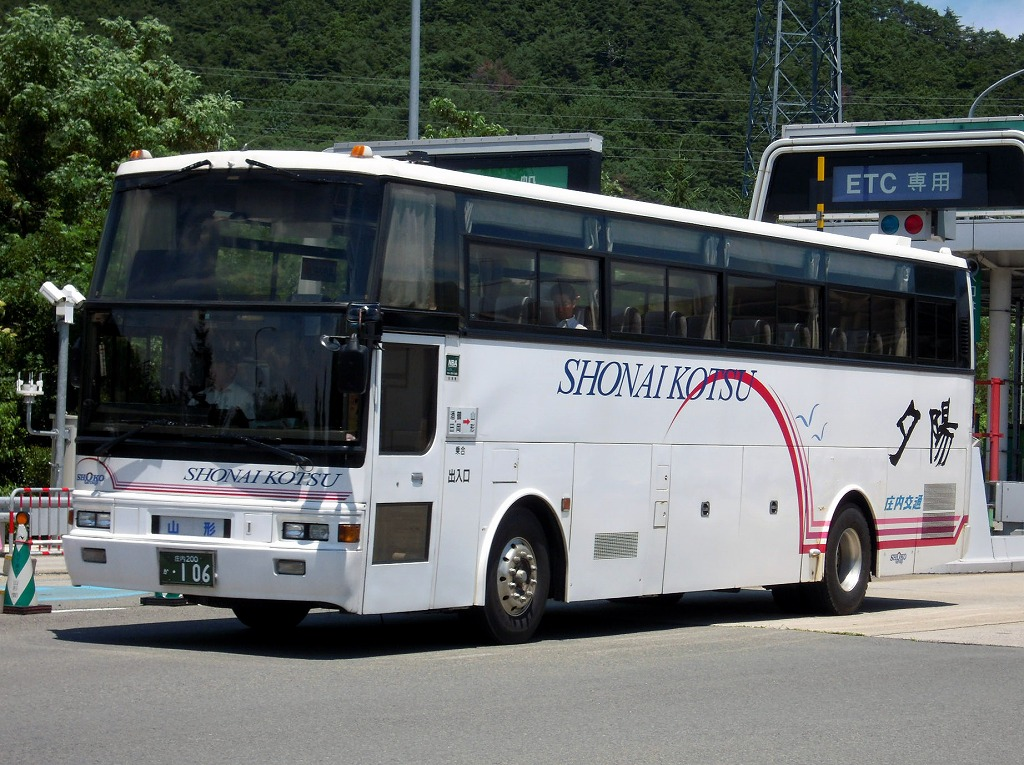
酒田・鶴岡 - 山形線（庄内交通 2011年）
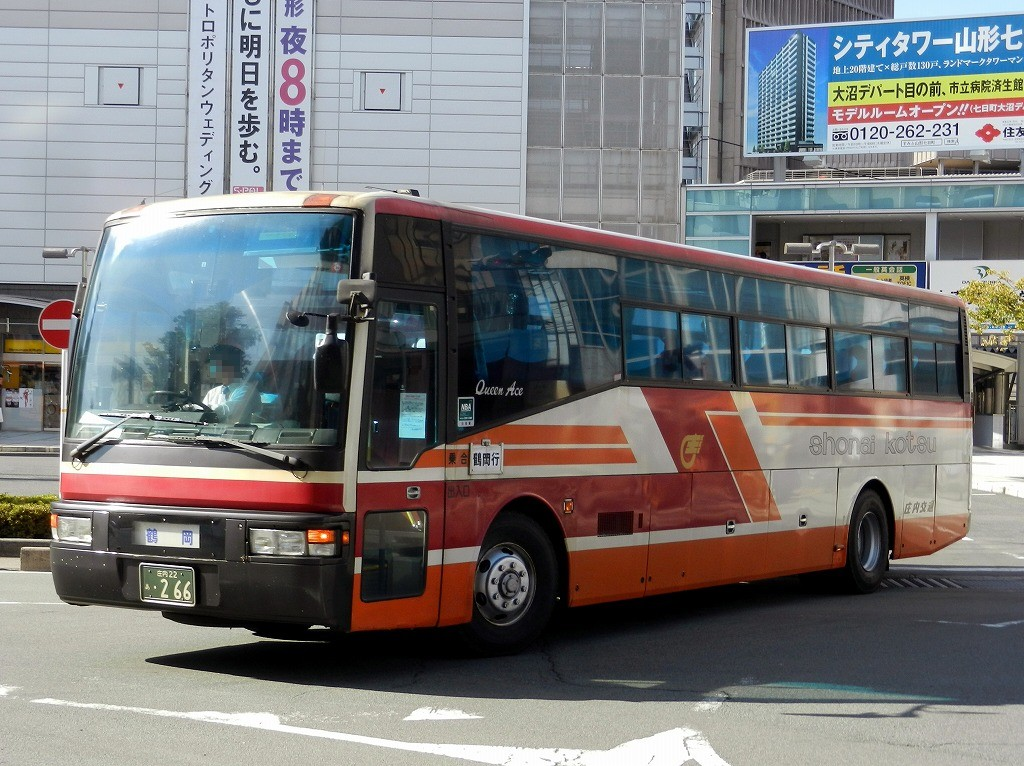
鶴岡 - 山形間運行便に使用されるトイレなし車両（庄内交通 2012年）